# Барант, Эрнест де
Эрне́ст-Себастье́н Брюжье́ де Бара́нт (Ernest Sébastien Brugière de Barante; 22 апреля 1818 — 18 сентября 1859) — атташе французского посольства в Петербурге, сын французского посла Проспера де Баранта. Известен тем, что вызвал на дуэль М. Ю. Лермонтова, поставив тем самым крест на своей едва начавшейся дипломатической карьере и серьёзно скомпрометировав отца.
История дуэли подробно исследована Эммой Герштейн, располагавшей не только мемуарными свидетельствами, но и перепиской французского посланника, а также членов его семьи.

## Дуэль с М. Ю. Лермонтовым
Ещё в 1838 году французский посланник де Барант выписал сына в Россию и стал готовить его к дипломатической карьере. Эрнесту на тот момент был 21 год. Мать его была внучкой знаменитой красавицы Софи д’Удето, послужившей прототипом Юлии в одноимённом романе Руссо. Он закончил Боннский университет и числился атташе кабинета министра иностранных дел Франции. Отец видел его дипломатом, но сам Эрнест интересовался главным образом женщинами.
В русском обществе молодого француза считали ветреным; в одном из писем Белинского он даже характеризуется как «салонный Хлестаков». Суждение Белинского, который не был вхож в светское общество и не знал молодого де Баранта лично, сложилось, видимо, под прямым влиянием Лермонтова, который встречался с Эрнестом довольно часто и даже слыл его соперником в волокитстве. Ссора произошла 16 февраля 1840 года на петербургском балу у графини Лаваль. Было известно, что Барант пытался ухаживать за красивой молодой вдовой княгиней Щербатовой (урождённой Штерич), которая была неравнодушна к Лермонтову. По другим источникам, поэт и дипломат не поделили сердце красавицы-немки Терезы фон Бахерахт. Впоследствии утверждалось, что атташе был обижен на Лермонтова за отношение к французам, так как Лермонтов не скрывал своего мнения, что именно француз Дантес был виновен в смерти Пушкина. Но формально, по воспоминаниям современников, между Барантом и Лермонтовым ссора произошла по поводу маленького четверостишья, написанного поэтом ещё 7 или 8 лет назад. А звучало оно так:
Прекрасная Невы богиня,
За ней волочится француз!
Лицо-то у неё, как дыня,
Зато и ж…па, как арбуз."  
Как утверждает первый биограф Лермонтова Н. А. Висковатый, де Барант с запальчивостью требовал от Лермонтова объяснений по поводу каких-то дошедших до него обидных стихов. Михаил Юрьевич объявил всё это клеветой и обозвал сплетнями. Согласно официальным показаниям Лермонтова на суде, при встрече с Эрнестом де Барантом 16 февраля 1840 года на балу у графини Лаваль произошел следующий диалог:

 Барант: Правда ли, что в разговоре с известной особой вы говорили на мой счет невыгодные вещи?
Лермонтов: Я никому не говорил о вас ничего предосудительного.
Барант: Все-таки если переданные мне сплетни верны, то вы поступили весьма дурно.
Лермонтов: Выговоров и советов не принимаю и нахожу ваше поведение весьма смешным и дерзким.
Барант: Если бы я был в своем отечестве, то знал бы, как кончить это дело.
Лермонтов: В России следуют правилам чести так же строго, как и везде, и мы меньше других позволяем оскорблять себя безнаказанно. 
Получив такой ответ, Эрнест де Барант вызвал Лермонтова на дуэль, которая состоялась 18 февраля 1840 г. за Чёрной речкой, на Парголовской дороге. Сперва противники дрались на шпагах, затем — на пистолетах. Дело обошлось без трагических последствий (хотя Лермонтов получил лёгкую рану шпагой в грудь).
Известие о том, что Лермонтов дрался с французом за честь русского офицера, вызвало сочувственный отклик в обществе. П. А. Вяземский 22 марта 1840 г. писал: «Это совершенная противоположность истории Дантеса. Здесь действует патриотизм. Из Лермонтова делают героя и радуются, что он проучил француза». По городу прошёл слух, что даже сам император отнёсся к Лермонтову снисходительно: «Государь сказал, что если бы Лермонтов подрался с русским, он знал бы, что с ним сделать, но когда с французом, то три четверти вины слагается». Молодому де Баранту ещё до ареста Лермонтова от имени императора было настоятельно рекомендовано покинуть Россию, но французский посол медлил с исполнением монаршей воли: возвращение Эрнеста в Париж после скандальной дуэли должно было повредить его дипломатической карьере. Лермонтов 11 марта был арестован и предан военному суду за «недонесение о дуэли». Что касается его противника, то он благодаря покровительству министра иностранных дел графа Нессельроде был освобождён даже от дачи письменных показаний (получения которых тщетно добивался сам великий князь Михаил Павлович — командир гвардейского корпуса и младший брат императора).
13 апреля суд огласил решение: Лермонтов направлялся в Тенгинский пехотный полк, ведущий боевые действия на Кавказе. Но история на этом не кончилась. В дело вмешался старший де Барант: светской репутации его сына был нанесён Лермонтовым серьёзный ущерб. Дипломат прибег к помощи шефа жандармов Бенкендорфа, который после суда вызвал к себе Лермонтова и потребовал, чтобы он в письменной форме признал своё показание о «выстреле на воздух» ложным и принёс Эрнесту де Баранту извинения. Лермонтов вынужден был обратиться за помощью к командиру гвардейского корпуса, великому князю Михаилу Павловичу: «Граф Бенкендорф изволил предложить мне написать письмо господину Баранту, в котором я бы просил у него извинения в ложном моем показании насчет моего выстрела. <…> Я не мог на то согласиться, ибо это было против моей совести…». Михаил Павлович ознакомил с письмом Лермонтова своего венценосного брата. О реакции Николая I прямых свидетельств нет, но Бенкендорфу пришлось отступить (что, впрочем, легко объяснимо: неожиданное продолжение дуэльной истории должно было вызвать у царя лишь раздражение, ибо приговор был уже вынесен и дело закрыто).
В дальнейшем французский посол и его супруга добивались возвращения Эрнеста в Петербург, но в то же время очень опасались возвращения Лермонтова (в этом случае новое столкновение между молодыми людьми было практически неизбежным). Располагая поддержкой Бенкендорфа, де Барант и его жена обсуждали возможную интригу против Лермонтова: «Было бы превосходно, если бы он был в гарнизоне внутри России…». Но судьба распорядилась иначе. Уже в феврале 1841 г. отличившийся в боях против горцев Лермонтов получил отпуск и приехал в Петербург. А молодой де Барант в Россию так никогда и не вернулся.